# Solerød
Solerød är en tätort i Tønsbergs kommun i Vestfold fylke i sydöstra Norge. Orten ligger där fylkesväg 3176 möter fylkesväg 3178, vid sidan av Europaväg 18, sydväst om staden Horten.
Tätorten omfattar bland annat kyrkbyn Undrumsdal.
Tidigare har orten tillhört dåvarande Våle kommun, därefter dåvarande Re kommun.